# 新中野駅
新中野駅（しんなかのえき）は、東京都中野区中央四丁目にある、東京地下鉄（東京メトロ）丸ノ内線の駅である。駅番号はM 05。

## 年表
- 1961年（昭和36年）
  - 2月8日：帝都高速度交通営団（営団地下鉄）荻窪線の駅として開業、当時は終着駅であった。
  - 11月1日：荻窪線が南阿佐ケ谷駅まで延長され、途中駅となる。
- 1972年（昭和47年）4月1日：荻窪線を丸ノ内線に改称。
- 2004年（平成16年）4月1日：帝都高速度交通営団（営団地下鉄）民営化に伴い、当駅は東京地下鉄（東京メトロ）に継承される[2]。
- 2007年（平成19年）3月18日：ICカード「PASMO」の利用が可能となる[3]。

## 駅構造
相対式ホーム2面2線を有する地下駅である。杉山公園と鍋屋横丁の中間に位置しホームは青梅街道に沿っている。
2007年3月までに東京メトロの大部分の駅において案内サインシステムは新型のものに更新されたが、当駅では引き続き旧式のものを使用していた。2008年2月までに駅事務室と改札口の移設、エレベーターの新設と新型案内サインシステムへの更新を実施した。

### のりば
| 番線 | 路線     | 行先             |
| ---- | -------- | ---------------- |
| 1    | 丸ノ内線 | 荻窪方面         |
| 2    | 丸ノ内線 | 池袋・方南町方面 |

（出典：東京メトロ:構内図）
- 中野坂上側に非常時や年末年始の臨時電車運転の際に使用する渡り線がある[5]。

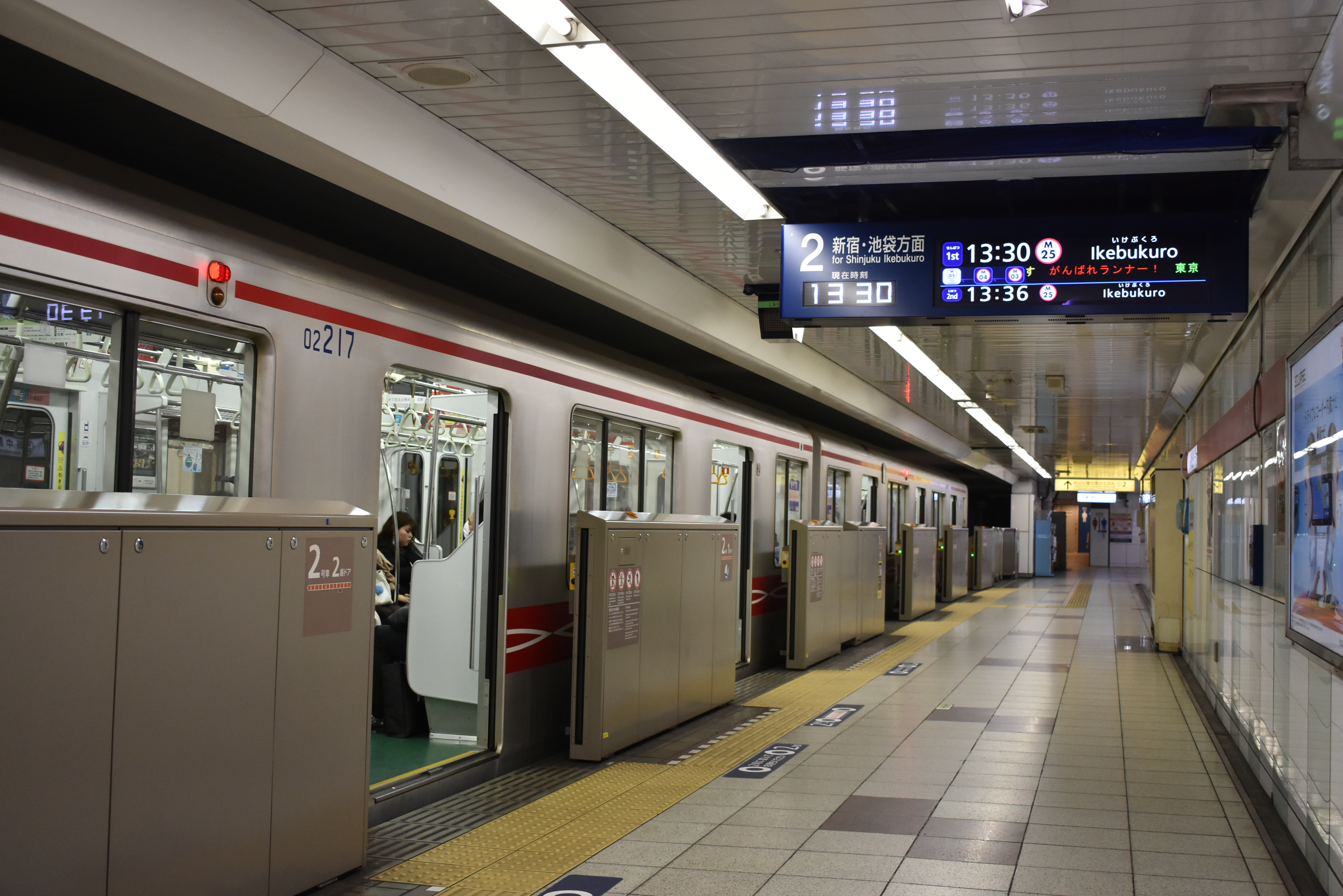
新宿駅方面行きホーム（2019年3月1日撮影）
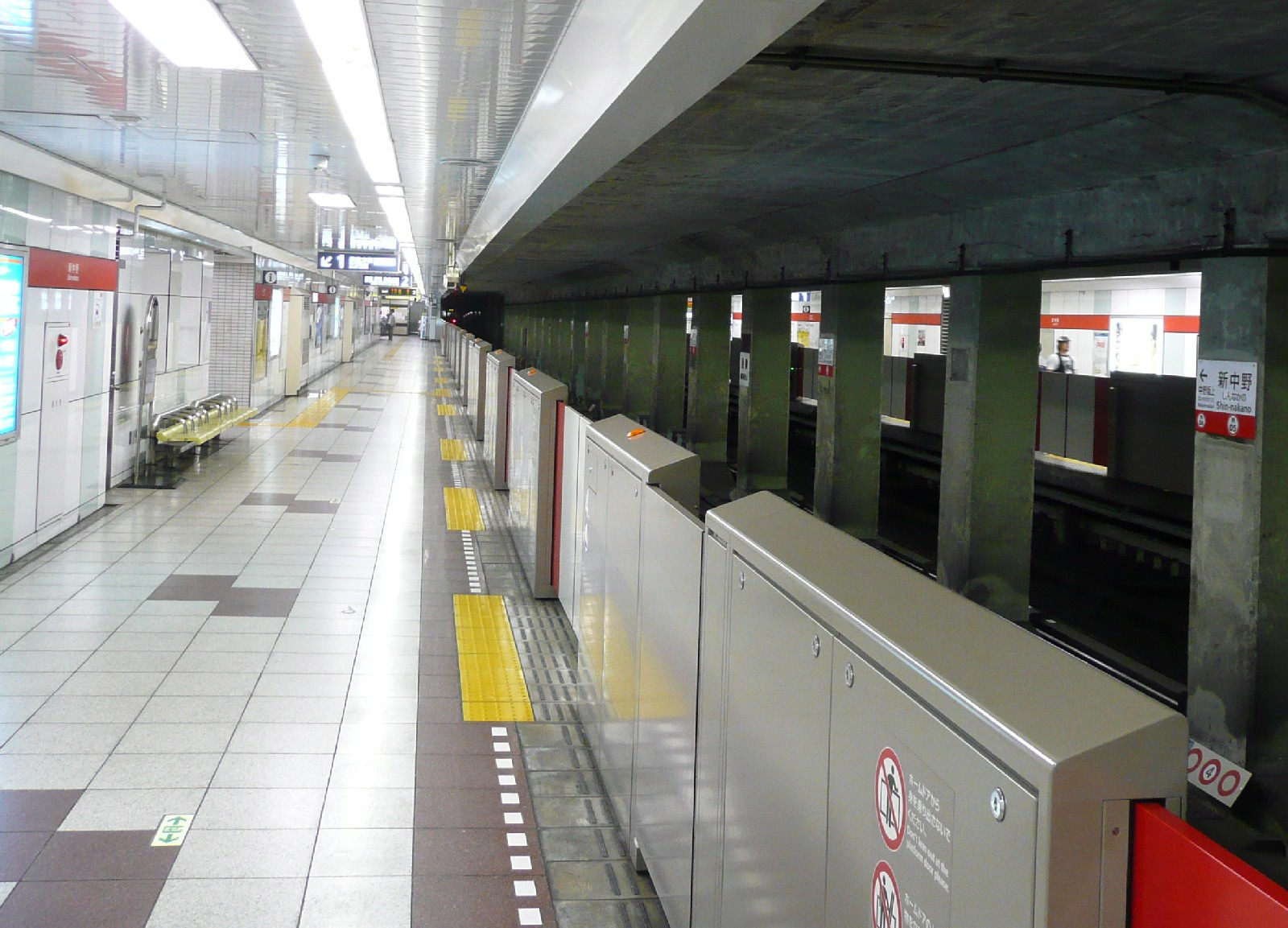
2番線ホーム（2008年7月）

### 発車メロディ
ワンマン運転開始に伴い、スイッチ制作の発車メロディ（発車サイン音）が導入されている。
曲は1番線が「Comical Train」（谷本貴義作曲）、2番線が「スイートムーン」（福嶋尚哉作曲）である。

## 利用状況
2024年度の1日平均乗降人員は33,550人であり、東京メトロ全130駅中108位。
近年の1日平均乗降・乗車人員推移は下表の通り。
| 年度               | 1日平均 乗降人員 | 1日平均 乗車人員 | 出典     |
| ------------------ | ---------------- | ---------------- | -------- |
| 1990年（平成02年） |                  | 15,899           | [ * 1 ]  |
| 1991年（平成03年） |                  | 16,074           | [ * 2 ]  |
| 1992年（平成04年） |                  | 16,605           | [ * 3 ]  |
| 1993年（平成05年） |                  | 16,545           | [ * 4 ]  |
| 1994年（平成06年） |                  | 16,249           | [ * 5 ]  |
| 1995年（平成07年） |                  | 15,784           | [ * 6 ]  |
| 1996年（平成08年） |                  | 15,973           | [ * 7 ]  |
| 1997年（平成09年） |                  | 15,630           | [ * 8 ]  |
| 1998年（平成10年） |                  | 15,504           | [ * 9 ]  |
| 1999年（平成11年） |                  | 15,183           | [ * 10 ] |
| 2000年（平成12年） | 28,811           | 15,211           | [ * 11 ] |
| 2001年（平成13年） | 28,813           | 15,181           | [ * 12 ] |
| 2002年（平成14年） | 29,463           | 15,079           | [ * 13 ] |
| 2003年（平成15年） | 29,616           | 15,205           | [ * 14 ] |
| 2004年（平成16年） | 29,630           | 14,964           | [ * 15 ] |
| 2005年（平成17年） | 29,492           | 14,868           | [ * 16 ] |
| 2006年（平成18年） | 30,197           | 15,142           | [ * 17 ] |
| 2007年（平成19年） | 30,856           | 15,475           | [ * 18 ] |
| 2008年（平成20年） | 31,759           | 15,841           | [ * 19 ] |
| 2009年（平成21年） | 31,252           | 15,707           | [ * 20 ] |
| 2010年（平成22年） | 31,751           | 15,890           | [ * 21 ] |
| 2011年（平成23年） | 31,125           | 15,635           | [ * 22 ] |
| 2012年（平成24年） | 31,702           | 15,789           | [ * 23 ] |
| 2013年（平成25年） | 32,577           | 16,263           | [ * 24 ] |
| 2014年（平成26年） | 33,026           | 16,490           | [ * 25 ] |
| 2015年（平成27年） | 33,934           | 16,913           | [ * 26 ] |
| 2016年（平成28年） | 35,079           | 17,482           | [ * 27 ] |
| 2017年（平成29年） | 35,626           | 17,751           | [ * 28 ] |
| 2018年（平成30年） | 36,122           | 17,981           | [ * 29 ] |
| 2019年（令和元年） | 36,488           | 18,153           | [ * 30 ] |
| 2020年（令和02年） | 27,442           |                  |          |
| 2021年（令和03年） | 28,305           |                  |          |
| 2022年（令和04年） | 30,917           |                  |          |
| 2023年（令和05年） | 32,950           |                  |          |
| 2024年（令和06年） | 33,550           |                  |          |

## 駅周辺
中層ビル始め建物が密集している。東側は中小商店が多い。

### 1・2出口（青梅街道・杉山公園）
- きらぼし銀行 中野支店・阿佐ヶ谷支店[注釈 1]
- 城南信用金庫 中野支店
- 警視庁中野警察署
- 中野区立杉山公園
- 新中野駅前郵便局
- ソフト・オン・デマンド
  - SODクリエイト
- 中野区鍋横区民活動センター

### 3・4出口（中野消防署・鍋屋横丁）
- みずほ銀行 中野支店・中野坂上支店[注釈 2]
- 西武信用金庫 本町通支店
- 西京信用金庫 中野支店
- サイゼリヤ新中野店
- 鍋屋横丁商店街（通称：鍋横）
- サミットストア鍋屋横丁店
- 東京消防庁中野消防署

## バス路線
新中野駅前（都営バス）
- 王78系統：新宿駅西口行 / 王子駅前行
- 宿91系統：新宿駅西口行 / 新代田駅前行・堀ノ内行・杉並車庫前行

鍋屋横丁（新中野駅入口）（京王バス）
- 中71系統：永福町行 / 中野駅行
- 中84系統：峰行 / 中野駅行
- 中85系統：峰・永福町行 / 中野駅行

杉山公園（新中野駅入口）（同上）
- 宿45系統：新宿駅西口行 / 中野駅行
- 中81系統：代田橋循環
- 渋63系統：渋谷駅行 / 中野駅行

## 隣の駅
東京地下鉄（東京メトロ）
 丸ノ内線
東高円寺駅 (M 04) - 新中野駅 (M 05) - 中野坂上駅 (M 06)